# Aune (rivière)
Pour les articles homonymes, voir Aune (homonymie).
L'Aune est une rivière française qui coule dans le département de la Sarthe. C'est un affluent du Loir en rive droite, donc un sous-affluent de la Loire par le Loir et la Maine.

## Géographie
L'Aune naît au sein de la région boisée située au nord de Château-du-Loir. Elle prend naissance dans les forêts recouvrant une bonne partie de la commune de Marigné-Laillé. Son orientation générale va du nord-est vers le sud-ouest. Elle se jette dans le Loir (rive droite) à faible distance en amont de Luché-Pringé.

## Affluents
- Bruant (rive gauche)
- Gandelin (rive gauche)
- Casseau (rive droite)

## Hydrologie
Comme la plupart des cours d'eau du sud du département de la Sarthe, l'Aune est une rivière peu abondante. Son débit a été observé durant une période de 25 ans (1972-1997), à Luché-Pringé, localité située au niveau de son confluent avec le Loir. Le bassin versant de la rivière y est de 224 km2 et représente sa totalité.
Le module de la rivière à Luché-Pringé est de 1,17 m3/s.
L'Aune présente des fluctuations saisonnières de débit assez modérées, avec une période de hautes eaux d'hiver portant le débit mensuel moyen à un niveau situé entre 1,48 et 2,16 m3/s, de décembre à avril inclus (avec un maximum en janvier). Dès fin mars le débit diminue progressivement pour aboutir à la période des basses eaux qui se déroule de juillet à septembre, avec une baisse du débit moyen mensuel allant jusqu'à 0,37 m3/s au mois d'août, ce qui reste assez consistant pour un cours d'eau de cette taille. Cependant les fluctuations de débit peuvent être plus importantes selon les années et sur des périodes plus courtes.
À l'étiage le VCN3 peut chuter jusque 0,071 m3/s, en cas de période quinquennale sèche, soit 71 litres par seconde, ce qui est assez bas, mais assez normal comparé à la moyenne des cours d'eau du bassin du Loir.
Les crues peuvent être assez importantes compte tenu de la petitesse du bassin versant. Les QIX 2 et QIX 5 valent respectivement 7,7 et 12 m3/s. Le QIX 10 est de 14 m3/s, le QIX 20 de 17 m3/s, tandis que le QIX 50 se monte à 20 m3/s.
Le débit instantané maximal enregistré à Luché-Pringé durant cette période, a été de 17,2 m3/s le 1er avril 1983, tandis que le débit journalier maximal enregistré était de 17 m3/s le 28 janvier 1995. Si l'on compare la première de ces valeurs à l'échelle des QIX de la rivière, l'on constate que cette crue était d'ordre décennal, et donc destinée à se reproduire tous les 20 ans en moyenne.
Au total, l'Aune est une rivière peu abondante. La lame d'eau écoulée dans son bassin versant est de 165 millimètres annuellement, ce qui est nettement inférieur à la moyenne du bassin de la Loire (244 millimètres), mais un peu plus élevé que la moyenne du bassin du Loir (129 millimètres en fin de parcours). Le débit spécifique de la rivière (ou Qsp) atteint 5,2 litres par seconde et par kilomètre carré de bassin.